# والاس داوني
والاس داوني (بالإنجليزية: Wallace Downey)‏ هو مخرج أمريكي، ولد في 1902 في جزيرة ستاتن في الولايات المتحدة، وتوفي في 1967 في نيويورك في الولايات المتحدة.

## وصلات خارجية
- والاس داوني على موقع IMDb (الإنجليزية)
- والاس داوني على موقع كينوبويسك (الروسية)